# Boopis anthemoides
Boopis anthemoides är en calyceraväxtart som beskrevs av Antoine Laurent de Jussieu. Boopis anthemoides ingår i släktet Boopis och familjen calyceraväxter.

## Underarter
Arten delas in i följande underarter:
- B. a. andina
- B. a. subintegrifolia